# Альма Глюк
Альма Глюк (англ. Alma Gluck; 11 мая 1884 — 28 октября 1938) — американская оперная певица (сопрано) румынского происхождения.

## Биография
Альма, урождённая под именем Реба Файнсон, родилась в еврейской семье в румынском городе Яссы. Родители — Зара и Леон Файнс. В раннем возрасте Глюк переехала США. Успех в «Метрополитен-опере», в Нью-Йорке повёл за собой череду выступлений по всей Америке, а её выступления стали записывать на грампластинках. Песня «Carry Me Back to Old Virginny», записанная на лейбле Victor Talking Machine Co, стала первой классической композицией, продавшейся более миллиона раз. Пластинка получила золотую сертификацию, седьмую от начала работы системы сертификации. Выступила основателем Американской ассоциации женщин.
От первого брака со страховщиком Бернаром Гликом Альма родила дочь Маршу Дэвенпорт. Второй брак был заключён с Ефремом Цимбалистом, от которого у неё было рождено двое детей — Ефрем Цимбалист младший (1918—2014) и Мария. Псевдоним Альмы образован из фамилии первого мужа Глика.
В 1925 году Альма ушла на пенсию, чтобы заняться воспитанием детей в Нью-Хартфорде, штат Коннектикут. Несмотря на вовлечение в американскую культуру и уход от еврейских традиций, этнически Альма продолжала считать себя еврейкой. Вместе с мужем Ефремом они приобщились к англиканской церкви и периодически посещали Епископальную церковь в Нью Хартфорде, где были крещены Ефрем младший и Мария. В дальнейшем Ефрем получил образование в школе-интернате при евангельской церкви в штате Нью-Гэмпшир. Втянувшись в церковные круги, Ефрем младший стал основателем телевизионной сети Trinity Broadcasting Network. Вместе с Луис Хомер записала несколько христианских гимнов, среди которых «Rock of Ages», «Whispering Hope», «One Sweetly Solemn Thought», и «Jesus, Lover of My Soul»..
После продолжительной болезни, она была доставлена в госпиталь Рокфеллеровского университета в Манхэттене, в Нью-Йорке и умерла от печёночной недостаточности в возрасте 54 лет через несколько дней, 27 октября 1938 года, в 9:30 утра по местному времени.

## Потомство
Внучкой Альмы является актриса Стефани Цимбалист.